# Symphorose Chopin
Symphorose Chopin est une mystique catholique française, née le 5 octobre 1924 à Courrières dans le Pas-de-Calais et morte le 27 juillet 1983 à Rueil-Malmaison dans les Hauts-de-Seine.

## Biographie
Pour l'universitaire Antoinette Gimaret, qui a rédigé sa notice dans l'ouvrage Les femmes mystiques, « la biographie de Symphorose Chopin reste extrêmement lacunaire. »
Elle est l'aînée d'une famille de 4 enfants de condition modeste. Son père est mineur de fond. À l'âge de 7 ans, en raison des problèmes de santé de sa mère, elle est confiée à des religieuses. Après un accident à la mine, son père devient partiellement invalide. Toute la famille doit alors s'installer dans une maison en préfabriqué à Rueil-Malmaison. 
Dès l'âge de 9 ans, afin de pourvoir aux besoins de sa famille, elle ramasse des balles perdues au golf de Saint-Cloud. En 1936, alors qu'elle a 12 ans, son père tente de la violer profitant de l'absence de sa mère à la maternité. Pour lui échapper, elle saute par la fenêtre et tombe deux étages plus bas, chute qui lui occasionne une claudication. 
Son père meurt en 1938. Sa mère épouse pendant la guerre un homme avec lequel elle a six autres enfants. Symphorose Chopin travaille dans une usine de cartonnages et, avec ses jeunes sœurs, récupère le long de la voie ferrée des déchets de coke pour les revendre. À l'âge de 19 ans, faute d'avoir rapporté ce qu'on attend d'elle, elle est violemment battue par son beau-père : sa colonne vertébrale est brisée. Elle en garde des séquelles dont elle souffrira toute sa vie, l'obligeant par la suite à rester presque constamment alitée. Elle reste cependant dans le domicile familial pour s'occuper notamment de ses trois sœurs. 

### Maladie
Sa jambe est paralysée à l'issue d'une opération mal conduite. Elle souffre également d'une tuberculose pour laquelle elle est soignée au sanatorium d'Aincourt. Le 15 août 1954, elle est guérie à Lourdes, mais elle ne se présente pas au bureau des constatations médicales pour faire reconnaître sa guérison. Peu après, elle entre au centre hospitalier de Villepinte pour y soigner un cancer. Elle y rencontre André Combes qui devient son directeur spirituel jusqu'à sa mort en 1969. Elle tient à sa demande un journal spirituel, consigné dans les « cahiers noir et bleu ». L'historien Joachim Bouflet la rencontre en 1970. À partir de 1973, elle connaît une période d'inédie presque totale.  Elle reçoit de nombreux visiteurs, laïcs, prêtres et religieux, dont Marie-Dominique Philippe qui la mentionne dans l'un de ses livres. Elle aide les démunis grâce à de généreux donateurs. Sa notoriété se répand auprès des milieux conservateurs et des cercles aristocratiques français qui la consultent, parmi lesquels Henri d'Orléans. À ce dernier qui l'interroge sur le retour possible de la royauté en France, elle fait cette réponse : « Jamais vous ne régnerez, ni aucun de vos descendants. Dieu a sur la France d'autres desseins, car s'il n'oublie pas le passé, il ne veut pas que nous en soyons esclaves pour construire l'avenir. »
Elle meurt à Rueil-Malmaison le 27 juillet 1983 à l'âge de 58 ans.

## Phénomènes extraordinaires
Plusieurs phénomènes extraordinaires auraient marqué sa vie, comme la stigmatisation (en 1954), la lévitation, la transverbération (en 1976) et l'hyperthermie causée par l'« embrasement du cœur par l'incendium amoris, ce feu de charité aux effets reconnaissables (soif torturante, dessèchement des lèvres, brusque élévation de température, marques de brûlure sur sa gorge, sa poitrine et son vêtement, soulèvement des côtes) ».
Ils sont rapportés pour l'essentiel par Joachim Bouflet, qui a été pendant dix ans son ami. Il a eu accès à ses manuscrits, les « cahiers noir et bleu », recueilli les témoignages de sa sœur Berthe et d'André Combe et travaille à un éventuel procès en béatification.
Selon Antoinette Gimaret, « Symphorose Chopin incarne une mystique du spectaculaire dans lequel le corps joue un rôle essentiel. Elle revit en effet un certain nombre de
phénomènes déjà expérimentés par les grandes mystiques médiévales ou baroques, dans une spiritualité de l'Imitatio ».
Elle aurait également été gratifiée d'apparitions de la Vierge Marie, d'aides de son ange gardien,, aurait revécu la Passion du Christ, et fait l'expérience de phénomènes de bilocation et de translocation,,.